# Sylvia Rumball
Sylvia Vine Sheat Rumball (de soltera Sheat; 1939) es una científica neozelandesa y experta internacional en ética aplicada a la investigación científica.

## Educación
Rumball completó sus títulos de licenciatura y máster (1962) en la Universidad de Canterbury. Se trasladó a la Universidad de Auckland, donde cursó un doctorado en química (1966), supervisado por el Neil Waters.

## Carrera
Durante sus estudios de doctorado, Rumball trabajó como profesora ayudante en la Universidad de Auckland entre 1963 y 1966. Posteriormente se trasladó a la Universidad de Oxford con una beca posdoctoral e investigó la estructura cristalográfica de proteínas bajo la supervisión de Dorothy Hodgkin, ganadora del Premio Nobel de Química en 1964. Rumball se incorporó a la Universidad Massey como profesora en 1967. Promocionó a profesora titular en 2000 y a catedrática en 2005, cuando también era ayudante del Vicerrector (de Igualdad y Ética) en Massey. Formó parte del Consejo Universitario desde 2005 hasta 2008. Fue nombrada Profesora Emérita en julio de 2009, retirándose oficialmente en noviembre del mismo año.
Para celebrar el centenario del sufragio femenino en Nueva Zelanda, Rumball fue seleccionada como una de las ocho mujeres cualificadas para otorgar graduaciones en la Universidad Massey en 1993.
Entre 2002 y 2011 fue miembro del Comité Nacional de Ética en Reproducción Asistida Humana, más tarde conocido como el Comité Asesor de Tecnología en Reproducción Asistida (ACART). También colaboró con el Consejo de Deporte Libre de Drogas de Nueva Zelanda entre 2007 y 2015. Rumball también colaboró con el Comité de Bioética Internacional de la UNESCO y con el Comité de Libertad y Responsabilidad de conducta científica del Consejo Internacional para la Ciencia.

## Premios y reconocimientos
Rumball recibió la Orden del Mérito de Nueva Zelanda, en calidad de Officer por sus servicios a la ciencia, en la ceremonia de honores celebrada con motivo del cumpleaños de la reina Isabel II en 1998. En la ceremonia de honores de Año Nuevo celebrada en 2008, Rumball recibió la Orden del Mérito de Nueva Zelanda, en calidad de Companion y de nuevo por su servicio a la ciencia.